# Аелло-дель-Фриули
Аелло-дель-Фриули (итал. Aiello del Friuli) — город в Италии, расположен в регионе Фриули-Венеция-Джулия, подчинён административному центру Удине.
Население составляет 2222 человека, плотность населения составляет 170 чел./км². Занимает площадь 13 км². Почтовый индекс — 33041. Телефонный код — 00431.
Покровителем города почитается святой Ульдерик. Праздник города ежегодно празднуется 4 июля.